# Oxymetholon
Oxymetholon ist ein synthetisch hergestellter Arzneistoff aus der Gruppe der anabolen Steroide und ist ein Abkömmling (Derivat) des physiologisch vorkommenden Sexualhormons Dihydrotestosteron.

## Geschichte
Oxymetholon wurde 1960 von der Firma Syntex entwickelt und vermarktet. Das damalige Einsatzgebiet lag in der Behandlung von Blutarmut, da der Wirkstoff die Fähigkeit besitzt, die Anzahl der roten Blutkörperchen zu steigern. Die Produktion des Mittels wurde 1993 seitens Syntex eingestellt, da neuere Wirkstoffe  sich bei der Behandlung von Blutarmut als effektiver und besser verträglich erwiesen hatten. Im Jahre 1998 wurde Oxymetholon von dem Pharmaunternehmen Unimed erneut vorübergehend auf den Markt gebracht, da es sich als effektives Mittel zur Steigerung des Körpergewichts bei Krankheiten wie AIDS, die mit einem starken Gewichtsverlust einhergehen, erwiesen hatte.

## Wirkungsweise
Als Derivat des Dihydrotestosterons (DHT) kann Oxymetholon im menschlichen Körper nicht zu Östrogen konvertieren, bewirkt jedoch im Gegensatz zu DHT Ansetzen von Fettgewebe und Einlagerung von Wasser im Körper. Die Ursache dafür ist eine Aktivierung von Östrogenrezeptoren durch Oxymetholon und dadurch ausgelöste östrogentypische Wirkungen. Oxymetholon stimuliert ferner die Bildung und Entwicklung der roten Blutkörperchen (Erythropoese).

## Missbrauch im Sport
Oxymetholon ist als Dopingmittel vor allem unter dem Namen Anapolon bekannt. Aufgrund seiner ausgeprägten anabolen und androgenen Wirkung wird es von dopenden Kraftsportlern, Bodybuildern, Ringern, Boxern usw. verwendet, um einen raschen Kraftanstieg zu erzielen. Es gilt als eines der wirkungsvollsten, aber zugleich auch schädlichsten Steroide. Eine Wirkung tritt bereits nach der ersten Gabe ein.
Seit 2005 steht Oxymetholon auf der Dopingliste The 2005 Prohibited List der World Anti-Doping Agency (WADA). Ein Besitz von mehr als 100 mg wird nach dem deutschen Arzneimittelgesetz, gemäß der Dopingmittel-Mengen-Verordnung, als nicht geringe Menge gewertet.

## Nebenwirkungen
Oxymetholon besitzt eine Reihe Nebenwirkungen, unter anderem:
- Leberfunktionsstörungen (Studien deuten auf Leberkrebs bei längerem Gebrauch hin)
- Gelbsucht
- Erhöhung des Blutdruckes
- fettige Haut und starke Akne
- beschleunigter Haarausfall der mit Finasterid nicht behandelt werden kann
- starke Kopfschmerzen
- Übelkeit
- Erbrechen
- Magenschmerzen
- Schlaflosigkeit
- Durchfall
- Nasenbluten
- allgemeines Unwohlsein
- starkes Schwitzen
- Verschlechterung der Blutfettwerte
- gestörte Schilddrüsenfunktion

Die Verwendung von Aromatasehemmern zur Kontrolle der Östrogenaromatisierung ist unwirksam, da Oxymetholon nicht direkt in Östrogen aromatisiert.